# La Ferme en folie (jeu vidéo)
Pour les articles homonymes, voir La Ferme en folie.
La Ferme en folie est un jeu vidéo d'action pour consoles Wii, GameCube, Game Boy Advance, PlayStation 2 et PC, inspiré du long-métrage d'animation La Ferme en folie (2006).
La version Wii est compatible Wiimote et Nunchuk.

## Système de jeu
Le joueur doit diriger une vache dans une énorme ferme et accomplir les missions pour gagner des sous ou des jetons "Ruée vers l'or" pour partir à la chasse aux sous avant 30 secondes.

## Critique de la presse
- Revue de presse de la version Wii du jeu
  - Eurogamer 6 sur 10
  - Famitsu 25 sur 40
  - GameSpot 7,2 sur 10
  - IGN 5,8 sur 10

- Revue de presse de la version GameCube du jeu
  - GameSpot 5,7 sur 10
  - GameSpy 3,5 sur 5
  - IGN 6,7 sur 10

- Revue de presse de la version PC du jeu
  - GameSpot 7,1 sur 10
  - IGN 6 sur 10

- Revue de presse de la version PS2 du jeu
  - GameSpot 5,7 sur 10
  - GameSpy 3,5 sur 5
  - IGN 6,7 sur 10

- Revue de presse de la version Game Boy Advance du jeu
  - GameSpot 5,9 sur 10
  - GameSpy 2,5 sur 5
  - IGN 6 sur 10